# Љубомир Обрадовић (рукометаш)
Љубомир Обрадовић (15. септембар 1954) српски је рукометни тренер и бивши рукометаш.

## Тренерска каријера
Предводио је омладинску репрезентацију Југославије на Европском првенству 2000. године која је тада освојила златну медаљу. Селектор Црне Горе био је од 2014. до 2016. године и предводио је репрезентацију на Европском првенству 2016. Од 2017. године је селектор женске репрезентације Србије. Предводио ју је на Светским првенствима 2017. и 2019 и Европским првенствима 2018. и 2020.